# Ски
Ските (ед. ч. ска) са приспособление от две дълги и плоски, с извита нагоре предна част, шейнила от дърво, пластмаса и др., които се прикрепват на краката за ходене и пързаляне върху сняг:с. 888. Ски се използват и в някои видове водни спортове.

## История
Наскални рисунки в Русия и Скандинавия свидетелстват за това, че ски са се използвали хиляди години преди нашата ера. Интересна е рисунката, намерена на брега на Залавруга (пресъхнал приток на река Виг) в Русия. Създаден 2000 – 1500 години преди н. е., той изобразява сцена на лов на скиори, където редом със следите от ските вървят кръгли точки, които, както преполагат учените, се явяват следи от щеките. В селцето Дубокрай (Невелский район на Псковска област на брега на езерото Сенница е открита най-старата ска, изготвена 2620 – 2160 години преди н. е.
Първоначално ските се изолзват за предвижване по дълбок сняг в горите по време на лов, при военни действия в зимни условия и т. н.. Това определя и техните тогавашни пропорции – те са били къси (средно 150 см) и широки (15 – 20 см), удобни повече за вървене отколкото за пързаляне. Такива ски сега могат да се видят в източните райони на Русия. 
В края на XIX – началото на XX век се появява ски спорта – вид развлечение, кото включва движение на ски за скорост или за удоволствие. Появяват се ски с други пропорции, по-подходящи за  скоростно бягане – дължина 170 – 220 см и 5 – 8 см ширина. Такива ски започват да се използат от армиите. Примерно тогава започват и използването на щеките, съществено облекчаващи и ускоряващи предвижването.
Постепено ските се превръщат изцяло в спортен инвентар и придобиват настоящия си вид.

## Материали и технологии
Първоначано ските се изработват само от дърво от цели дъски и без особен външен вид. С началото на ски спорта и техническата револючия през XIX – XX веков ските се видоизменят. Освен промяната на пропорциите, за тяхното изготвяне започват да се използват шпертплат, появяват се първите ски фабрики, използват се различни инстументи и машини. След появата на пластмасата тя също започва да се използва активно, първоначално като покритие, а по-късно и изцяло за изработване на ските.
В сегашни дни вътрешното устройство на ските може да бъде доста сложно – индустрията за спорт и оборудване инвестира много пари в научноизследователска и развойна дейност. Съвременните ски използват различни видове пластмаса, дърво, композитни материали и сплави.
Почти всички вариации на алпийските ски (като се изключат някои Powder модели), които се произвеждат днес, са конструирани по така наречената карвинг-технология (carving technology). Карвинг-ските представляват новата генерация ски, които започнаха масово да навлизат в употреба в периода около 2000 г. Този тип технология се характеризира с параболна структура на ската (parabolic structure). При старите технологии двете страни на ската представляваха успоредни прави. За разлика от тях, при карвинг-ската, двете страни са огледални параболи. Горната част на ската (tip) е широка, средната част на ската (middle) e по-тясна и задната част на ската(tail) е широка. При различните типове ски съотношението горна, средна, долна част варира.

## Типове ски

### Алпийски
- Ски тип All Mountain: Това са ски, които са подходящи за обработени трасета. Подходящи при наличието на по-мек сняг или малко нов сняг.
- Ски тип All Mountain Wide: Имат същите характеристики като All Mountain ските, но са по-широки. Идеята да добавената широчина по цялата дължина на ската е да се осигури по-добро поведение при по-мек сняг.
- Ски тип Powder: Това са ски, изцяло насочени за каране върху мек сняг или пухкав пресен сняг (тип „пудра“). Представят се изключително добре извън пистата, но имат слабо поведение на обработени писти.
- Ски тип Freestyle: Подходящи за сноу паркове, рампи и съоръжения от тип (Half Pipe). Характерно за този тип ски е, че са повдигнати и от двата края (double tip) с цел по-големи възможности за трикове.
- Carving ски: Това са ски, които са създадени, за да изписват хармонични завои по добре обработени писти. Характеризират се със стабилно поведение при завои на твърди трасета. Слабо поведение при мек сняг и извън писта.
- Състезателни ски (Race ski): Това са ски, които са създадени от и за състезателния дух и дейност. Това са ски, които са изключително стабилни на много твърд, почти заледен сняг.

### Бегови
Беговите ски се делят на два големи класа - ски с насечки и гладки ски.

### Пластмасови ски с насечки
Представляват ски с нанесено назъбване в областта на ски обувката с което се предотвратява хлъзгането назад. Те не изискват намазването им с вакси за задържане, поради което се явяват много удобни за неопитни скиори, които се пързалят епизодично. Понеже насечките влошават пързалянето не само назад, но и напред, практически не се използват от професионалните спортисти.

### Гладки ски
Тези ски са гладки по цялата плъзгаща се повърхност, като могат да имат среден надлъжен улей. Изискавт използването на вакси за задържане и хлъзгане, като съществуват огромен брой варианти според снега, амбициите на скиора и професионализма на нанасящия ваксата.
Ските използвани за кънкобежен стил на пързаляне имат и кантове в средната си част за по добро зацепване към снега.

### Водни ски
Патент за водни ски е даден през 1841 година в Швеция, но никога след това не е използван.
Счита се, че като спорт водните ски възникват през 1922 година. Ралф Самулсен (Ralph Samuelson) използва две дъски (зимни ски) и въже за сушене на дрехи на езерото Папин в Лейк Сити, Минесота.